# エンブラエル EMB-312
エンブラエル EMB-312 ツカノ
ペルー空軍のEMB-312
- 用途：練習機、COIN機
- 製造者：エンブラエル
- 運用者

  -  ブラジル（ブラジル空軍）
  -  イギリス（イギリス空軍）他
- 初飛行：1980年8月16日
- 生産数：504機
- 運用開始：1983年
- 運用状況：現役

エンブラエル EMB-312（英語: Embraer EMB-312）は、ブラジルの航空機メーカーエンブラエルが開発したターボプロップ単発の基本練習機。愛称はツカノ(Tucano:オオハシの意)。最初からターボプロップ練習機として開発された世界初の機体である。ブラジル空軍では練習機仕様機に「T-27」、COIN機仕様機に「AT-27」の名称を与えており、海外ではライセンス生産を行っているイギリスのショートが「ツカノ T.1」の名称を付与している。なお、愛称である「Tucano」はツカーノやトゥカーノとも表記される。

## 概要
1970年代中頃からブラジル空軍では、T-37練習機の後継機として、ターボプロップ練習機の開発をエンブラエル社に要請し、ブラジル航空省から1978年12月6日に試作機2機が発注され、1979年1月から機体設計作業が開始された。
1980年8月16日に試作初号機が初飛行し、1983年9月からT-27の名称でブラジル空軍に引き渡された。なお、EMB-312の生産は2001年で終了し、開発プログラムは発展型であるEMB-314 スーパーツカノの生産に移行している。

## 機体構成
EMB-312は、タンデム複座型のターボプロップ単発機で、コクピットはフレームのない一体型バキューム成型キャノピーで覆われ、イギリスのマーチンベーカー製BR8LC軽量射出座席をプロペラ式練習機では世界で初めて装備し、後席は前方視界を確保するために25cm高くなっている。また、ジェット機に近い操縦感覚を得られるように、スロットルレバー1本でエンジン回転数とプロペラピッチの両方を制御できるようになっており、この機構はピラタス PC-9など以降のターボプロップ練習機にも取り入れられている。
主翼はアスペクト比6.4のテーパー翼で、取付け角は1度25分、上反角は5度30分。尾翼は通常の低翼構成で、水平安定板前縁付け根から細長い延長部が胴体に延びている。操縦翼面は補助翼、昇降舵、方向舵の通常3舵で、いずれもタブが付いている。主翼後縁内側は電動の単隙間フラップとなっている。また、胴体構造には機械削出しインデクラル工作やケミカル・ミーリング、金属接着などを用いている。プロペラはハーツェル・プロペラ社製3枚ブレードの定速プロペラを装備する。
降着装置は前脚式3脚で、いずれも単車輪装備で油圧により引き込み/脚出しが行われ、前脚にはシミー・ダンパーがついている。なお、EMB-312は元々、軽攻撃任務に使用できるように設計されており、主翼下には片側2か所、計4か所のハードポイントが設置されている。

## 海外輸出

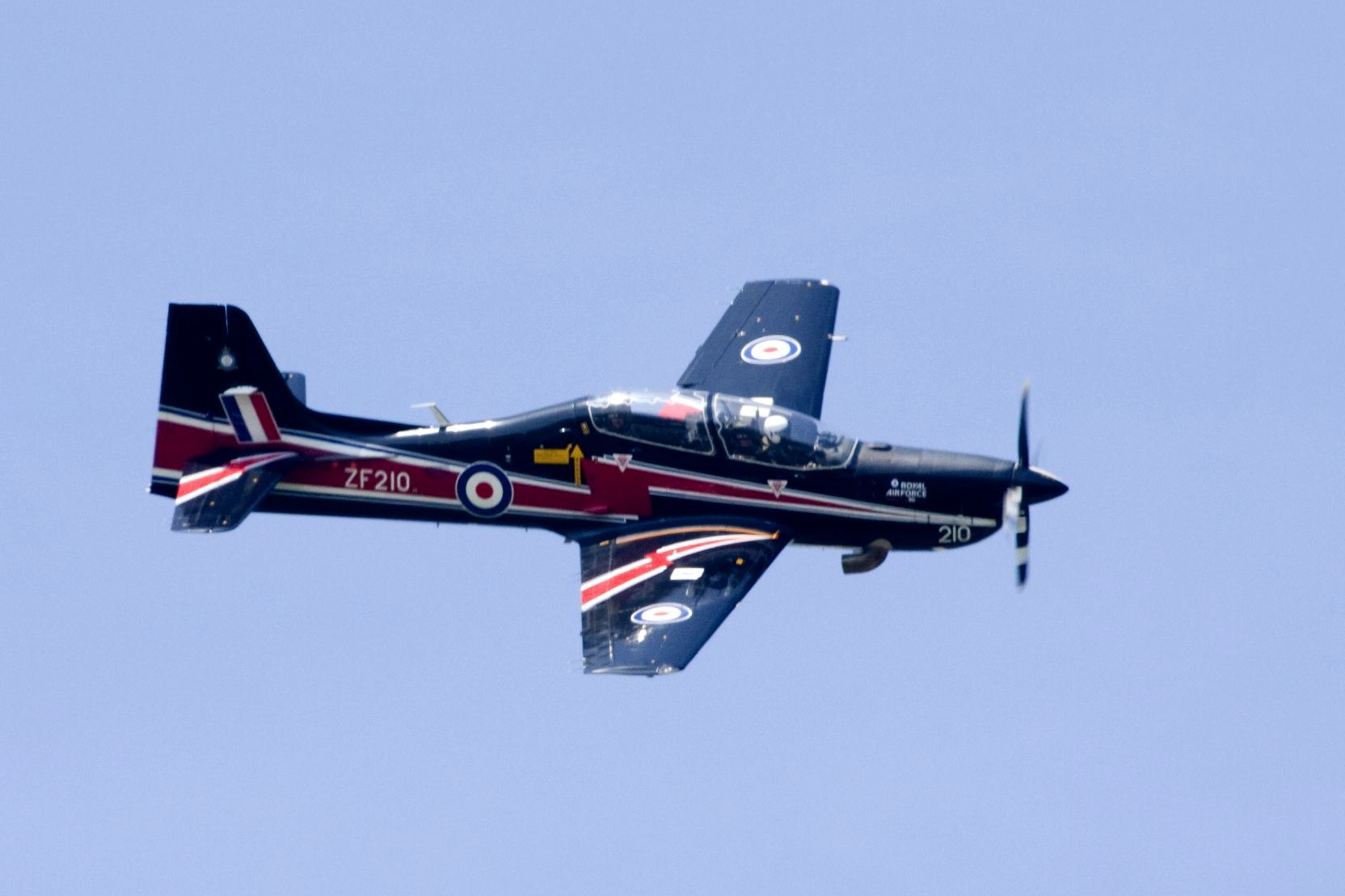
EMB-312のショート社ライセンス生産機である、ツカノ T.1

EMB-312は海外輸出も積極的に行われ、エジプトのヘルワンとイギリスのショートではライセンス生産もされている。ヘルワン製造機は本国の他、サダム・フセイン政権時代のイラクに輸出されている。
ショートのライセンス生産機はツカノ T.1と呼ばれ、エンジンをアライド・シグナル（現ハネウェル）製TPE331-12Bターボプロップ・エンジンに換装したことで性能が向上し、主翼端フェアリンクの変更により翼幅がわずかに増加している。このショート製造機はケニアとクウェートへも輸出されている。
アメリカ空軍とアメリカ空軍の基本練習機導入計画である統合基本航空機訓練システム計画（JPATS計画）にも、ノースロップによる改良型EMB-312Hが提案されたが、T-6テキサンIIが選定され落選した。EMB-312Hは、EMB-314スーパーツカノの原型となった。
なお、EMB-312を導入した多くの国では練習機として運用しているが、ブラジルとパラグアイの2か国では軽攻撃/COIN機として運用している。

## 採用国

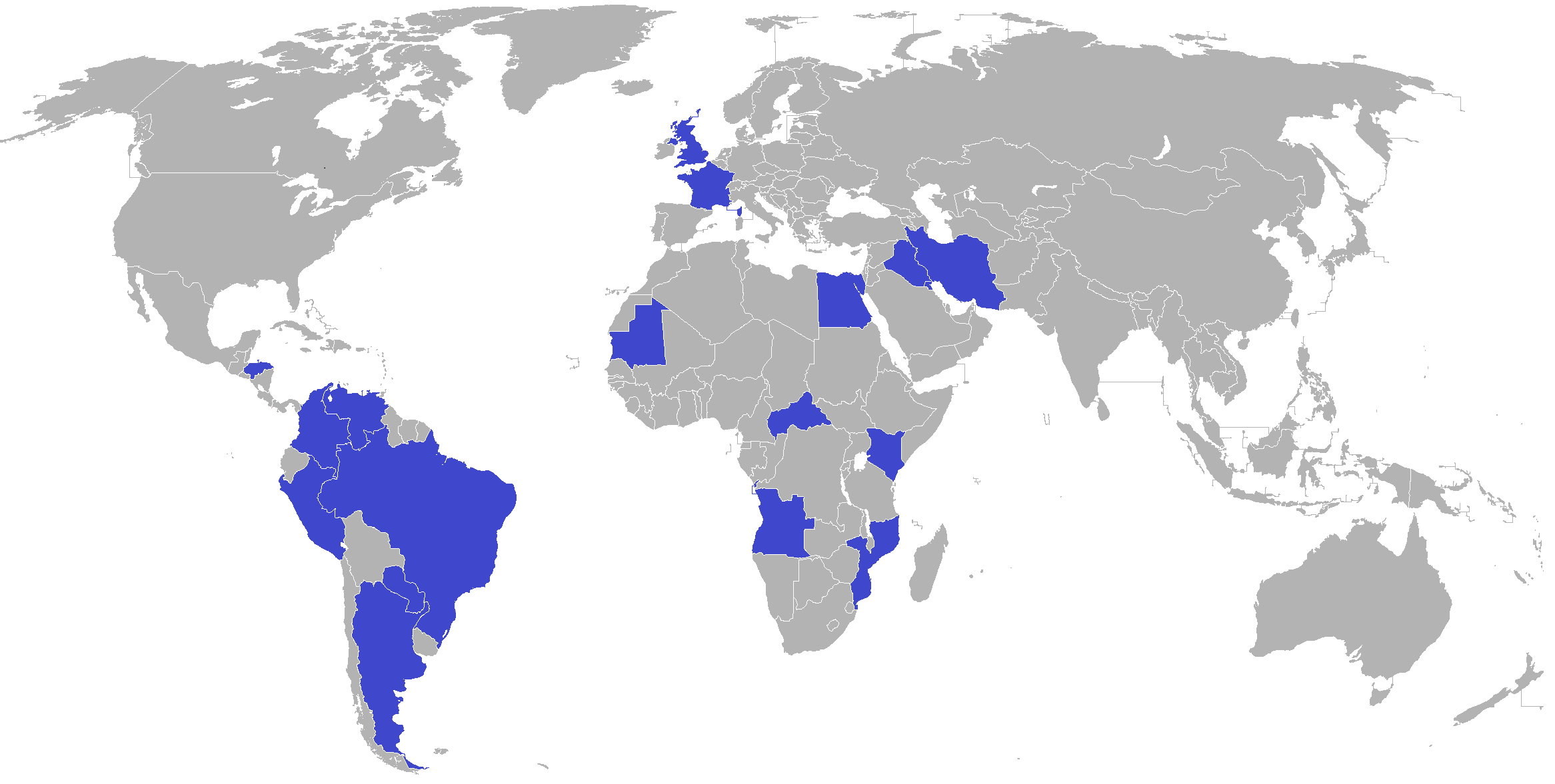
EMB-312の採用国（青色）

アフガニスタン
 アルゼンチン
 アンゴラ
 イギリス
 イラク
湾岸戦争やイラク戦争でほとんどが失われた模様。
 イラン
 エジプト
 グアテマラ
 ケニア
ケニア空軍 - 2024年時点で、11機のツカノを保有（稼働状態は疑問とされる）。
 コロンビア
コロンビア空軍 - T-34A/BおよびT-37Cの後継として14機を発注し、1992年から納入を開始した。2020年に近代化改修を実施。
 ドミニカ共和国
 パラグアイ
パラグアイ空軍 - 2024年時点で、6機のEMB-312を保有。
 ブラジル
 フランス
2009年に運用終了。
 ベネズエラ
 ペルー
2017年までにKT-1Pに代替されて退役。
 ホンジュラス
 モーリタニア

## 性能諸元
- 全幅：11.14m
- 全長：9.86m
- 全高：3.40m
- 主翼面積：19.4m2
- 空虚重量：1,870kg
- 最大離陸重量：2.550kg(クリーン時)/3,175kg(機外装備時)
- 最大兵装搭載量：1,000kg
- エンジン：プラット・アンド・ホイットニー・カナダ PT6A-25C ターボプロップ×1
- 推力：552kW
- 最大速度：458km/h
- 巡航速度：441km/h
- 超過禁止速度：539km/h
- 海面上昇率：680m/min
- 実用上昇限度：8,750m
- 荷重制限：+6.0G/-3.0G(クリーン時)/+4.4G/-2.2G(機外装備時)
- 航続距離：1,916km (機内燃料のみ)
- 乗員：2名

## 派生型
EMB-312
エンブラエルでの名称
EMB-312F
フランス空軍向け生産型
ツカノ T.1
ショートでのライセンス生産型
ツカノ Mk.51
ケニア空軍向けのツカノ T.1
ツカノ Mk.52
クウェート空軍向けのツカノ T.1
T-27
ブラジル空軍での練習機型名称
AT-27
ブラジル空軍でのCOIN機型名称

## 参考資料
- The International Institute for Strategic Studies (IISS) (2024) (英語). The Military Balance 2024. Routledge. ISBN 978-1-032-78004-7
- エアワールド別冊 世界軍用機年鑑
- 青木 謙知編『Jwings戦闘機年鑑 2007-2008』、イカロス出版、2007年、ISBN 4871499391。